# Gatis Sprūds
Gatis Sprūds (ur. 1980) – łotewski przedsiębiorca, działacz młodzieżowy i polityk, w 2014 poseł na Sejm XI kadencji. 

## Życiorys
Uzyskał stopień bakałarza (2002) i magistra (2004) z dziedziny zarządzania w Ryskim Uniwersytecie Technicznym. Podjął pracę jako przedsiębiorca – prezes spółek „CDI”, „Paperary”, „Mikromaksājumi” oraz „Tweetballoons”.
W latach 2011–2013 pełnił funkcję sekretarza generalnego partii Zjednoczenie Narodowe „Wszystko dla Łotwy!” – TB/LNNK. W wyborach w 2011 bez powodzenia ubiegał się o mandat posła na Sejm XI kadencji, miejsce w parlamencie uzyskał w kwietniu 2014 roku po rezygnacji z mandatu przez Kārlisa Krēsliņša. W wyborach w 2014 nie wywalczył poselskiej reelekcji. 
W wyborach w 2013 uzyskał mandat radnego okręgu Garkalne z listy VL!–TB/LNNK.